# Tokyo Anime Award
Tokyo Anime Award – międzynarodowa nagroda przyznawana filmom i serialom animowanym, a także ich twórcom. Została ustanowiona w 2002 roku i jest przyznawana corocznie na Międzynarodowych Targach Anime w Tokio. Główną nagrodą jest milion jenów. Od 2014 roku, po połączeniu Międzynarodowych Targów Anime w Tokio i Anime Contents Expo, nagroda zmieniła nazwę na Tokyo Anime Award Festival.

## Animacja
| Tokyo Anime Award          | Tokyo Anime Award                                                                                         | Tokyo Anime Award                                         | Tokyo Anime Award |
| Rok                        | Zwycięzca                                                                                                 | Zwycięzca                                                 | Źródło            |
| -------------------------- | --- | --------------------------------------------------------- | ----------------- |
| 2002                       | Spirited Away: W krainie bogów                                                                            | Spirited Away: W krainie bogów                            | [ 6 ]             |
| 2003                       | nie przyznano                                                                                             | nie przyznano                                             | [ 7 ]             |
| 2004                       | Mobile Suit Gundam Seed                                                                                   | Mobile Suit Gundam Seed                                   | [ 8 ]             |
| 2005                       | Ruchomy zamek Hauru                                                                                       | Ruchomy zamek Hauru                                       | [ 9 ]             |
| 2006                       | Conqueror of Shambala                                                                                     | Conqueror of Shambala                                     | [ 10 ]            |
| 2007                       | O dziewczynie skaczącej przez czas                                                                        | O dziewczynie skaczącej przez czas                        | [ 11 ]            |
| 2008                       | Evangelion 1.01: (Nie) jesteś sam                                                                         | Evangelion 1.01: (Nie) jesteś sam                         | [ 12 ]            |
| 2009                       | Ponyo | Ponyo                                                     | [ 13 ]            |
| 2010                       | Summer Wars                                                                                               | Summer Wars                                               | [ 14 ]            |
| 2011                       | Tajemniczy świat Arrietty                                                                                 | Tajemniczy świat Arrietty                                 | [ 15 ]            |
| 2012                       | Makowe wzgórze                                                                                            | Makowe wzgórze                                            | [ 16 ]            |
| 2013                       | Wilcze dzieci                                                                                             | Wilcze dzieci                                             | [ 17 ]            |
| Tokyo Anime Award Festival | |                                                           |                   |
|                            | Kategoria filmowa                                                                                         | Kategoria telewizyjna                                     | Źródło            |
| 2014                       | Zrywa się wiatr                                                                                           | Atak Tytanów                                              | [ 18 ]            |
| 2015                       | Kraina lodu Stand by Me Doraemon                                                                          | Yo-kai Watch Ping Pong                                    | [ 19 ]            |
| 2016                       | Love Live! The School Idol Movie                                                                          | Shirobako                                                 | [ 20 ]            |
| 2017                       | Koe no katachi                                                                                            | Yūri!!! on ICE                                            | [ 21 ]            |
| 2018                       | Kono sekai no katasumi ni                                                                                 | Kemono Friends                                            | [ 22 ]            |
| 2019                       | Meitantei Conan: Zero no shikkōnin (jap. 名探偵コナン ゼロの執行人)                                       | Zombie Land Saga (jap. ゾンビランドサガ)                  | [ 23 ]            |
| 2020                       | Tenki no ko (jap. 天気の子)                                                                               | Miecz zabójcy demonów – Kimetsu no Yaiba (jap. 鬼滅の刃)  | [ 24 ]            |
| 2021                       | Gekijō-ban Violet Evergarden (jap. 劇場版 ヴァイオレット・エヴァーガーデン Gekijō-ban vaioretto evāgāden) | Eizōken ni wa te o dasu na! (jap. 映像研には手を出すな！) | [ 25 ]            |

## Debiut roku
| Tokyo Anime Award          | Tokyo Anime Award               | Tokyo Anime Award                 | Tokyo Anime Award |
| Rok                        | Zwycięzca                       | Tytuł                             | Źródło            |
| -------------------------- | ------------------------------- | --------------------------------- | ----------------- |
| 2002                       | Yohei Takamatsu                 | Tokyo Animarathon                 | [ 6 ]             |
| 2003                       | Jung Min-young                  | Say My Name                       | [ 7 ]             |
| 2004                       | Han Tae-ho                      | Africa a.F. r.I.c.A               | [ 8 ]             |
| 2005                       | Shin Hosokawa                   | The Demon                         | [ 9 ]             |
| 2006                       | Kazuo Ebisawa                   | Crow that wears clothes           | [ 10 ]            |
| 2007                       | Howie Shia                      | Flutter                           | [ 11 ]            |
| 2008                       | Helen Huang                     | Adventures in the NPM             | [ 12 ]            |
| 2009                       | Heiko Scherm                    | Descendants                       | [ 13 ]            |
| 2010                       | G9＋1                           | Tokyo Fantasia                    | [ 14 ]            |
| 2011                       | Alice Dieudonne                 | Trois petits points               | [ 15 ]            |
| 2012                       | Chen Xifeng                     | Pig Sale                          | [ 16 ]            |
| 2013                       | Tsai Shiu-cheng                 | Time of Cherry Blossoms           | [ 17 ]            |
| Tokyo Anime Award Festival |                                 |                                   |                   |
| 2014                       | Augusto Zanovello               | Lettres de femmes                 | [ 18 ]            |
| 2014                       | Ari Folman                      | Kongres                           | [ 18 ]            |
| 2015                       | Konstantin Bronzit              | Nie mozemy żyć bez kosmosu        | [ 19 ]            |
| 2015                       | Tomm Moore                      | Sekrety morza                     | [ 19 ]            |
| 2016                       | Rémi Chayé                      | Daleko na północy                 | [ 20 ]            |
| 2017                       | Sébastien Laudenbach            | La jeune fille sans mains         | [ 21 ]            |
| 2018                       | Hsin Yin Sung                   | On Happiness Road                 | [ 26 ]            |
| 2019                       | Raúl de la Fuente, Damian Nenow | Jeszcze dzień życia               | [ 27 ]            |
| 2020                       | Anca Damian                     | L’extraordinaire Voyage de Marona | [ 28 ]            |
| 2021                       | Aurel                           | Josep                             | [ 29 ]            |

## Wyróżnione dzieła
| Tokyo Anime Award                  | Tokyo Anime Award                                                     | Tokyo Anime Award |
| Rok                                | Zwycięzca                                                             | Źródło            |
| ---------------------------------- | --------------------------------------------------------------------- | ----------------- |
| 2002                               | InuYasha, Ojamajo Doremi, Hikaru no go, Fruits Basket, One Piece      | [ 6 ]             |
| 2003                               | Hanada Shōnen Shi, InuYasha, Overman King Gainer                      | [ 7 ]             |
| 2004                               | Astro Boy, Mobile Suit Gundam Seed, Fullmetal Alchemist               | [ 8 ]             |
| 2005                               | Gankutsuou: Hrabia Monte Christo, Keroro Gunsō, Futari wa Pretty Cure | [ 9 ]             |
| 2006                               | Black Jack, Eureka Seven, Mushishi                                    | [ 10 ]            |
| 2007                               | Code Geass, Death Note, Melancholia Haruhi Suzumiyi                   | [ 11 ]            |
| 2008                               | Dennō Coil, Tengen Toppa Gurren Lagann                                | [ 12 ]            |
| 2009                               | Macross Frontier, Code Geass                                          | [ 13 ]            |
| 2010                               | Higashi no Eden, K-On!                                                | [ 14 ]            |
| 2011                               | K-On!, Yojouhan Shinwa Taikei                                         | [ 15 ]            |
| 2012                               | Puella Magi Madoka Magica, Tiger & Bunny                              | [ 16 ]            |
| 2013                               | Kuroko no Basket, Sword Art Online                                    | [ 17 ]            |
| Tokyo Anime Award Festival         |                                                                       |                   |
| 2014                               | Space Brothers                                                        | [ 18 ]            |
| 2015                               | Yo-kai Watch                                                          | [ 19 ]            |
| Animacja roku: Nagroda fanów anime |                                                                       |                   |
| 2016                               | Gintama                                                               | [ 20 ]            |
| 2017                               | Yūri!!! on ICE                                                        | [ 21 ]            |
| 2018                               | Yūri!!! on ICE                                                        | [ 22 ]            |
| 2019                               | Banana Fish                                                           | [ 23 ]            |
| 2020                               | Uta no Prince-sama                                                    | [ 24 ]            |
| 2021                               | Idolish7                                                              | [ 25 ]            |

| Tokyo Anime Award          | Tokyo Anime Award                                                                                   | Tokyo Anime Award |
| Rok                        | Zwycięzca                                                                                           | Źródło            |
| -------------------------- | --------------------------------------------------------------------------------------------------- | ----------------- |
| 2002                       | Arīte Hime, Spirited Away: W krainie bogów, Metropolis                                              | [ 6 ]             |
| 2003                       | Millennium Actress, Narzeczona dla kota, Kureyon Shinchan: Arashi o Yobu: Appare! Sengoku Daikassen | [ 7 ]             |
| 2004                       | Rodzice chrzestni z Tokio, Nasu: Andalusia no natsu                                                 | [ 8 ]             |
| 2005                       | Ghost in the Shell 2: Innocence, Steamboy                                                           | [ 9 ]             |
| 2006                       | Detective Conan: Strategy Above the Depths, Kidō Senshi Zeta Gundam: Hoshi o tsugu mono             | [ 10 ]            |
| 2007                       | Paprika, Arashi no yoru ni                                                                          | [ 11 ]            |
| 2008                       | Kappa no ku to natsu yasumi                                                                         | [ 12 ]            |
| 2009                       | Ponyo                                                                                               | [ 13 ]            |
| 2010                       | Summer Wars                                                                                         | [ 14 ]            |
| 2011                       | Tajemniczy świat Arrietty                                                                           | [ 15 ]            |
| 2012                       | Makowe wzgórze                                                                                      | [ 16 ]            |
| 2013                       | Wilcze dzieci                                                                                       | [ 17 ]            |
| Tokyo Anime Award Festival | |                   |
| 2014                       | Gekijouban Mahou shojo Madoka magika Shinpen: Hangyaku no monogatari                                | [ 18 ]            |
| 2015                       | Stand by Me Doraemon                                                                                | [ 19 ]            |

| Tokyo Anime Award | Tokyo Anime Award | Tokyo Anime Award |
| Rok               | Zwycięzca         | Źródło            |
| ----------------- | ----------------- | ----------------- |
| 2003              | Potwory i spółka  | [ 7 ]             |
| 2004              | Lilo i Stich      | [ 8 ]             |
| 2005              | Gdzie jest Nemo?  | [ 9 ]             |
| 2006              | Iniemamocni       | [ 10 ]            |
| 2007              | Auta              | [ 11 ]            |
| 2008              | Ratatuj           | [ 12 ]            |
| 2009              | Kung Fu Panda     | [ 13 ]            |
| 2010              | WALL·E            | [ 14 ]            |
| 2011              | Toy Story 3       | [ 15 ]            |
| 2012              | Zaplątani         | [ 16 ]            |
| 2013              | Przygody Tintina  | [ 17 ]            |

| Tokyo Anime Award | Tokyo Anime Award                                                                 | Tokyo Anime Award |
| Rok               | Zwycięzca                                                                         | Źródło            |
| ----------------- | --------------------------------------------------------------------------------- | ----------------- |
| 2002              | Animeshon Seisaku Shinkō Kuromi-chan                                              | [ 6 ]             |
| 2003              | Sento Yosei Yukikaze, Rupan sansei: Ikiteita majutsushi, JoJo’s Bizarre Adventure | [ 7 ]             |
| 2004              | Animatrix, Macross Zero                                                           | [ 8 ]             |
| 2005              | Animeshon Seisaku Shinkō Kuromi-chan, Toppu o Nerae Tsū                           | [ 9 ]             |
| 2006              | Karas, Sento Yosei Yukikaze                                                       | [ 10 ]            |
| 2007              | Toppu o Nerae Tsū, Freedom Project                                                | [ 11 ]            |
| 2008              | Nasu: Suitcase no Wataridori                                                      | [ 12 ]            |
| 2009              | Detroit Metal City                                                                | [ 13 ]            |
| 2010              | Eve no jikan                                                                      | [ 14 ]            |
| 2011              | Mobile Suit Gundam Unicorn                                                        | [ 15 ]            |
| 2012              | Mobile Suit Gundam Unicorn                                                        | [ 16 ]            |
| 2013              | nie przyznano                                                                     | [ 17 ]            |

## Nagrody indywidualne
| Tokyo Anime Award          | Tokyo Anime Award             | Tokyo Anime Award                                          | Tokyo Anime Award |
| Rok                        | Zwycięzca                     | Dzieło                                                     | Źródło            |
| -------------------------- | ----------------------------- | ---------------------------------------------------------- | ----------------- |
| 2002                       | Hayao Miyazaki Akitaro Daichi | Spirited Away: W krainie bogów Fruits Basket               | [ 6 ]             |
| 2003                       | Keiichi Hara                  | Kureyon Shinchan: Arashi o Yobu: Appare! Sengoku Daikassen | [ 7 ]             |
| 2004                       | Satoshi Kon                   | Rodzice chrzestni z Tokio                                  | [ 8 ]             |
| 2005                       | Hayao Miyazaki                | Ruchomy zamek Hauru                                        | [ 9 ]             |
| 2006                       | Yoshiyuki Tomino              | Kidō Senshi Zeta Gundam: Hoshi o tsugu mono                | [ 10 ]            |
| 2007                       | Mamoru Hosoda                 | O dziewczynie skaczącej przez czas                         | [ 11 ]            |
| 2008                       | Hideaki Anno                  | Evangelion 1.11 (Nie) jesteś sam                           | [ 12 ]            |
| 2009                       | Hayao Miyazaki                | Ponyo                                                      | [ 13 ]            |
| 2010                       | Mamoru Hosoda                 | Summer Wars                                                | [ 14 ]            |
| 2011                       | Hiromasa Yonebayashi          | Tajemniczy świat Arrietty                                  | [ 15 ]            |
| 2012                       | Akiyuki Shinbō                | Puella Magi Madoka Magica                                  | [ 16 ]            |
| 2013                       | Mamoru Hosoda                 | Wilcze dzieci                                              | [ 17 ]            |
| Tokyo Anime Award Festival |                               |                                                            |                   |
| 2014                       | Tetsurō Araki                 | Atak Tytanów                                               | [ 18 ]            |
| 2015                       | Isao Takahata                 | Księżniczka Kaguya                                         | [ 19 ]            |
| 2016                       | Yōichi Fujita                 | Osomatsu-san                                               | [ 20 ]            |
| 2017                       | Makoto Shinkai                | Kimi no na wa.                                             | [ 21 ]            |
| 2018                       | TATSUKI                       |                                                            | [ 22 ]            |
| 2019                       | Yoshiaki Kyōgoku              |                                                            | [ 23 ]            |
| 2020                       | Makoto Shinkai                |                                                            | [ 24 ]            |
| 2021                       | Haruo Sotozaki                |                                                            | [ 25 ]            |

| Tokyo Anime Award          | Tokyo Anime Award                               | Tokyo Anime Award                                | Tokyo Anime Award |
| Rok                        | Zwycięzca                                       | Dzieło                                           | Źródło            |
| -------------------------- | ----------------------------------------------- | ------------------------------------------------ | ----------------- |
| 2002                       | Hayao Miyazaki Takashi Yamada                   | Spirited Away: W krainie bogów Fruits Basket     | [ 6 ]             |
| 2003                       | Ichirō Ōkouchi                                  | Overman King Gainer                              | [ 7 ]             |
| 2004                       | Shō Aikawa                                      | Fullmetal Alchemist                              | [ 8 ]             |
| 2005                       | Mamoru Oshii                                    | Ghost in the Shell 2: Innocence                  | [ 9 ]             |
| 2006                       | Dai Satō                                        | Eureka Seven                                     | [ 10 ]            |
| 2007                       | Satoko Okudera                                  | O dziewczynie skaczącej przez czas               | [ 11 ]            |
| 2008                       | Keiichi Hara                                    | Kappa no ku to natsu yasumi                      | [ 12 ]            |
| 2009                       | Ichirō Ōkouchi                                  | Code Geass                                       | [ 13 ]            |
| 2010                       | Satoko Okudera                                  | Summer Wars                                      | [ 14 ]            |
| 2011                       | Miho Maruo                                      | Karafuru                                         | [ 15 ]            |
| 2012                       | Gen Urobuchi                                    | Puella Magi Madoka Magica                        | [ 16 ]            |
| 2013                       | Satoko Okudera, Mamoru Hosoda                   | Wilcze dzieci                                    | [ 17 ]            |
| Tokyo Anime Award Festival |                                                 |                                                  |                   |
| 2014                       | Yasuko Kobayashi, Hayao Miyazaki, Reiko Yoshida | Zrywa się wiatr, Atak Tytanów, Saint Seiya Omega | [ 18 ]            |
| 2015                       | Jukki Hanada                                    |                                                  | [ 19 ]            |
| 2016                       | Shû Matsubara                                   | Osomatsu-san                                     | [ 20 ]            |
| 2017                       | Reiko Yoshida                                   | Koe no katachi                                   | [ 21 ]            |
| 2018                       | Kinoko Natsu                                    |                                                  | [ 22 ]            |
| 2019                       | Jukki Hanada                                    |                                                  | [ 23 ]            |
| 2020                       | Koyoharu Gotouge                                |                                                  | [ 24 ]            |
| 2021                       | Reiko Yoshida                                   |                                                  | [ 25 ]            |

| Tokyo Anime Award          | Tokyo Anime Award          | Tokyo Anime Award                                                                     | Tokyo Anime Award |
| Rok                        | Zwycięzca                  | Postać                                                                                | Źródło            |
| -------------------------- | -------------------------- | ------------------------------------------------------------------------------------- | ----------------- |
| 2002                       | Rumi Hiiragi Kurumi Mamiya | Spirited Away: W krainie bogów Gekijô ban Tottoko Hamutaro: Hamu hamu rando dai bôken | [ 6 ]             |
| 2003                       | Kappei Yamaguchi           | InuYasha                                                                              | [ 7 ]             |
| 2004                       | Romi Paku                  | Edward Elric                                                                          | [ 8 ]             |
| 2005                       | Chieko Baishō              | Sophie                                                                                | [ 9 ]             |
| 2006                       | Akio Ōtsuka                | Black Jack                                                                            | [ 10 ]            |
| 2007                       | Aya Hirano                 | Haruhi Suzumiya                                                                       | [ 11 ]            |
| 2008                       | Mamoru Miyano              | Setsuna F. Seiei, Light Yagami                                                        | [ 12 ]            |
| 2009                       | Jun Fukuyama               | Lelouch Lamperouge                                                                    | [ 13 ]            |
| 2010                       | Hiroshi Kamiya             | Koyomi Araragi                                                                        | [ 14 ]            |
| 2011                       | Aki Toyosaki               | Yui Hirasawa                                                                          | [ 15 ]            |
| 2012                       | Hiroaki Hirata             | Kotetsu T. Kaburagi                                                                   | [ 16 ]            |
| 2013                       | Yūki Kaji                  | Amata Sora, Haruyuki Arita                                                            | [ 17 ]            |
| Tokyo Anime Award Festival |                            |                                                                                       |                   |
| 2014                       | Hideaki Anno               | Zrywa się wiatr                                                                       | [ 18 ]            |
| 2015                       | Daisuko Ono, Koki Uchiyama | Atak Tytanów, Ping Pong                                                               | [ 19 ]            |
| 2016                       | Yoshiko Ōta                | Kimba, biały lew, Czopi i księżniczka                                                 | [ 20 ]            |
| 2017                       | Eiko Masuyama              | Tensai Bakabon, Lupin III                                                             | [ 21 ]            |

| Tokyo Anime Award          | Tokyo Anime Award             | Tokyo Anime Award                               | Tokyo Anime Award |
| Rok                        | Zwycięzca                     | Dzieło                                          | Źródło            |
| -------------------------- | ----------------------------- | ----------------------------------------------- | ----------------- |
| 2002                       | Hayao Miyazaki Masatomo Sudoh | Spirited Away: W krainie bogów Tottoko Hamutaro | [ 6 ]             |
| 2003                       | Kōsuke Fujishima              | Sakura - wojny ducha                            | [ 7 ]             |
| 2004                       | Hisashi Hirai                 | Mobile Suit Gundam Seed                         | [ 8 ]             |
| 2005                       | Hiroyuki Okiura               | Ghost in the Shell 2: Innocence                 | [ 9 ]             |
| 2006                       | Kenichi Yoshida               | Eureka Seven                                    | [ 10 ]            |
| 2007                       | Yoshiyuki Sadamoto            | O dziewczynie skaczącej przez czas              | [ 11 ]            |
| 2008                       | Atsusushi Nishigori           | Tengen Toppa Gurren Lagann                      | [ 12 ]            |
| 2009                       | Tetsuya Nishio                | Sky Crawlers                                    | [ 13 ]            |
| 2010                       | Yoshiyuki Sadamoto            | Summer Wars                                     | [ 14 ]            |
| 2011                       | Yoshihiko Umakoshi            | HeartCatch Pretty Cure!                         | [ 15 ]            |
| 2012                       | Masakazu Katsura              | Tiger & Bunny                                   | [ 16 ]            |
| 2013                       | Yoshiyuki Sadamoto            | Wilcze dzieci                                   | [ 17 ]            |
| Tokyo Anime Award Festival |                               |                                                 |                   |
| 2014                       | Sushio                        | Kill la Kill                                    | [ 18 ]            |
| 2015                       | Takahiro Kishida              | Haikyū!!                                        | [ 19 ]            |
| 2016                       | Naoyuki Asano                 |                                                 | [ 20 ]            |

| Tokyo Anime Award          | Tokyo Anime Award         | Tokyo Anime Award                                 | Tokyo Anime Award |
| Rok                        | Zwycięzca                 | Dzieło                                            | Źródło            |
| -------------------------- | ------------------------- | ------------------------------------------------- | ----------------- |
| 2002                       | Yōji Takeshige Yūji Ikeda | Spirited Away: W krainie bogów Gakuen senki Muryô | [ 6 ]             |
| 2003                       | Nobutaka Ike              | Millennium Actress                                | [ 7 ]             |
| 2004                       | Nobutaka Ike              | Rodzice chrzestni z Tokio                         | [ 8 ]             |
| 2005                       | Shinji Kimura             | Steamboy                                          | [ 9 ]             |
| 2006                       | Takeshi Waki              | Mushishi                                          | [ 10 ]            |
| 2007                       | Nizō Yamamoto             | O dziewczynie skaczącej przez czas                | [ 11 ]            |
| 2008                       | Shinji Kimura             | Tekkonkinkreet                                    | [ 12 ]            |
| 2009                       | Noboru Yoshida            | Ponyo                                             | [ 13 ]            |
| 2010                       | Yōji Takeshige            | Summer Wars                                       | [ 14 ]            |
| 2011                       | Yōji Takeshige            | Tajemniczy świat Arrietty                         | [ 15 ]            |
| 2012                       | Takumi Tanji              | Hoshi o ou kodomo                                 | [ 16 ]            |
| 2013                       | Hiroshi Ohno              | Wilcze dzieci, List do Momo                       | [ 17 ]            |
| Tokyo Anime Award Festival |                           |                                                   |                   |
| 2014                       | Yōji Takeshige            |                                                   | [ 18 ]            |
| 2015                       | Masahiro Ioka             | Ania z Zielonego Wzgórza (anime)                  | [ 19 ]            |
| 2016                       | Kiyoshi Hashimoto         | Hakujaden                                         | [ 20 ]            |
| 2017                       | Tadanao Tsuji             | Mazinger Z, Magne robo gakeen, Dragon Ball        | [ 21 ]            |

| Tokyo Anime Award          | Tokyo Anime Award         | Tokyo Anime Award                          | Tokyo Anime Award |
| Rok                        | Zwycięzca                 | Dzieło                                     | Źródło            |
| -------------------------- | ------------------------- | ------------------------------------------ | ----------------- |
| 2002                       | Joe Hisaishi Kohei Tanaka | Spirited Away: W krainie bogów One Piece   | [ 6 ]             |
| 2003                       | Yōko Kanno                | Ghost in the Shell: Stand Alone Complex    | [ 7 ]             |
| 2004                       | Yōko Kanno                | Wolf’s Rain                                | [ 8 ]             |
| 2005                       | Joe Hisaishi              | Ruchomy zamek Hauru                        | [ 9 ]             |
| 2006                       | Michiru Ōshima            | Fullmetal Alchemist: Conqueror of Shambala | [ 10 ]            |
| 2007                       | Susumu Hirasawa           | Paprika                                    | [ 11 ]            |
| 2008                       | Yōko Kanno                | Aquarion                                   | [ 12 ]            |
| 2009                       | Yōko Kanno                | Macross Frontier                           | [ 13 ]            |
| 2010                       | Shirō Sagisu              | Evangelion: 2.0 You Can (Not) Advance      | [ 14 ]            |
| 2011                       | Cécile Corbel             | Tajemniczy świat Arrietty                  | [ 15 ]            |
| 2012                       | Satoshi Takebe            | Makowe wzgórze                             | [ 16 ]            |
| 2013                       | Yōko Kanno                | Aquarion Evol, Wzgórze Apolla              | [ 17 ]            |
| Tokyo Anime Award Festival |                           |                                            |                   |
| 2014                       | Hiroyuki Sawano           | Kill la Kill                               | [ 18 ]            |
| 2015                       | Hiroyuki Sawano           | Kill la Kill                               | [ 19 ]            |
| 2016                       | Hiroyuki Sawano           | Kill la Kill                               | [ 20 ]            |
| 2017                       | Hiroyuki Sawano           | Kill la Kill                               | [ 21 ]            |
| 2018                       | Yuki Kajiura              |                                            | [ 22 ]            |
| 2019                       | Mamoru Miyano             |                                            | [ 23 ]            |
| 2020                       | Yuki Kajiura              |                                            | [ 24 ]            |
| 2021                       | Yuki Kajiura              |                                            | [ 25 ]            |